# فرایلینگن
فرایلینگن (به آلمانی: Freilingen) یک شهر در آلمان است که در وستروالدکرایس واقع شده‌است.